# Oeste
Oeste (port. Oeste ComUrb) – pomocnicza jednostka administracji samorządowej. W skład zespołu wchodzi 12 gmin (posortowane według liczby mieszkańców): Torres Vedras, Alcobaça, Caldas da Rainha, Alenquer, Peniche, Lourinhã, Nazaré, Cadaval, Bombarral, Óbidos, Arruda dos Vinhos oraz Sobral de Monte Agraço. W roku 2001 populacja zespołu wynosiła 338 747 mieszkańców.